# Božanowský potok
Božanowský potok – potok w Czechach w Sudetach Środkowych.
Potok wypływa w Broumovskich stěnach na wysokości 600–650 m n.p.m. płynie przez  Božanov i wpływa do Ścinawki na granicy państwowej, na południe od wsi Otovice.